# Championnat des Philippines de football
Le championnat des Philippines de football est une compétition placée sous l'égide de la fédération des Philippines de football.

## Histoire
Le championnat est créé en 1911. Il a changé à plusieurs reprises de noms durant les années 2000 : Filipino Premier League en 2008, United Football League entre 2009 et 2016 avant d'être rebaptisé Philippines Football League à partir de la saison 2017.

## Format de la compétition actuelle

### Championnat
Les 10 clubs s'affrontent lors d'une série de matchs aller-retour s'étalant sur 18 journées. Le titre est attribué à la meilleure équipe au terme de ces matchs.
Les clubs en bas de tableau descendent en UFL Division 2, le championnat de D2. Cependant, le nombre de clubs relégués a varié suivant les saisons et les démissions de certains clubs, allant de deux à un seul club descendant en les divisions inférieures.
Le champion des Philippines se qualifie pour la phase de groupes de la Coupe de l'AFC, où il est accompagné par le vainqueur de la Coupe des Philippines.

## Palmarès
- 1911 : All Manila
- 1912 : Bohemian SC
- 1913 : Bohemian SC
- 1914 : Manila Nomads
- 1915 : Bohemian SC
- 1916 : Bohemian SC
- 1917 : Bohemian SC
- 1918 : Bohemian SC
- 1919 : Non disputé
- 1920 : Bohemian SC
- 1921 : Bohemian SC
- 1922 : Bohemian SC
- 1923 : Ferencváros TC
- 1924 : Cantabria FC
- 1925 : International
- 1926 : Ateneo FC
- 1927 : Bohemian SC
- 1928 : San Beda College
- 1929 : Peña Iberica
- 1930 : San Beda AC
- 1931 : San Beda AC
- 1932 : San Beda AC
- 1933 : San Beda AC
- 1934 : University Santo Tomás
- 1935 : Malayan Command (Singapour)
- 1936-1950 : Non disputé
- 1951-1966 : Inconnu
- 1967 : Manila Lions
- 1968-1981 : Inconnu
- 1981-1982 : Philippine Navy
- 1982-1983 : Philippine Air Force
- 1983-1984 : San Miguel Corporation FC
- 1985 : Philippine Air Force
- 1986 : Inconnu
- 1987 : Dumaguete FC
- 1988 : M. Lhuillier FC
- 1989 : Philippine Air Force
- 1990 : Bacalod FC
- 1991 : Philippine Navy
- 1992-1993 : Inconnu
- 1994 : Pasay City FC
- 1995 : Makati FC
- 1996 : Inconnu
- 1997 : Philippine Air Force
- 1998 : NCR FA
- 1999 : NCR FA
- 2000-2003 : Inconnu
- 2004 : NCR FA
- 2005 : NCR FA
- 2006 : Negros Occidental FA
- 2007 : NCR FA
- 2008-2009 : Philippine Army
- 2010 : Philippine Air Force
- 2011 : Philippine Air Force
- 2012 : Global FC
- 2013 : Stallion FC
- 2014 : Global FC
- 2015 : Ceres-Negros
- 2016 : Global FC
- 2017 : Ceres-Negros
- 2018 : Ceres-Negros
- 2019 : Ceres-Negros
- 2020 : United City FC (anc. Ceres-Negros)
- 2021 : Non disputé
- 2022-2023 : Kaya Futbol Club
- 2024 : Kaya Futbol Club
- 2024-2025 : Kaya Futbol Club